# Moravska banovina
Moravska banovina je bila banovina (pokrajina, regija) Kraljevine Jugoslavije od 1929. do 1941. godine. Ova banovina se najvećim dijelom nalazila na području današnje Srbije (s manjim dijelom na području Kosova) i dobila je ime po rijeci Moravi. Administrativno središte banovine je bio Niš.
1941. godine, u Drugom svjetskom ratu, je bila okupirana od strane Sila osovine i bila je raspodjeljena između nacističke Njemačke (koja je okupirala Srbiju) i fašističke Italije (koja je okupirala Albaniju). Poslije završetka Drugog svjetskog rata, Moravska banovina je pripojena Republici Srbiji, u okviru Socijalističke Federativne Republike Jugoslavije.